# Surf-casting
Le surf-casting, (en anglais : surfcasting) « pêche à la ligne dans la vague » est une technique de pêche en mer pratiquée depuis les rochers, les plages, ou les digues. 
Cette technique peut être pratiquée sur tout le littoral français et étranger. L'action de pêche consiste à rechercher les poissons dans la bande des 20 à 120 m du bord. Souvent, le but est de lancer le plus loin possible au large, une bonne moyenne étant de 100 mètres, mais les poissons se tiennent parfois dans les 20 m du bord. Les meilleurs lanceurs propulsent leur plomb à plus de 160 mètres.
Cette pêche est principalement pratiquée de manière récréative, en loisir. Il existe également des compétitions.  
On parlera de pêche sportive dans 2 cas : 
- Le pratiquant s'adonne à la compétition au sein d'une fédération sportive, il est détenteur d'une licence.
- Le pratiquant respecte une éthique dite sportive (fair play), en s'imposant des limites sur les prélèvements et moyens, voire, en relâchant l'intégralité des poissons capturés vivants (No-Kill ou pêcher-relâcher). Il s'agit cependant de pêche de loisir.

## Matériel
Le matériel de base consiste en une canne (composite fibre de verre ou/et carbone) d'une longueur comprise entre 3,90 mètres et 5 mètres d'une puissance de 90-200 grammes en moyenne et d'un moulinet pouvant emmagasiner 200 ou 300 mètres de fil, voire plus.
De nombreux montages existent, dont les plus connus sont : le montage en trainard, qui comporte un unique hameçon présenté sur le fond, et le montage pater noster muni d'un flotteur et de deux ou trois hameçons qui peuvent se décoller du fond suivant les courants. Les plombs le plus souvent utilisés sont les plombs-grappins (fonds de sable) pour pouvoir maintenir la ligne à l'endroit voulu contre les courants et les vagues. L'importance du fil de pêche est aussi à prendre en considération, sa grosseur, sa résistance, comme les fils fluorocarbone (PVDF) ou nylon (monofilament) sans mémoire.

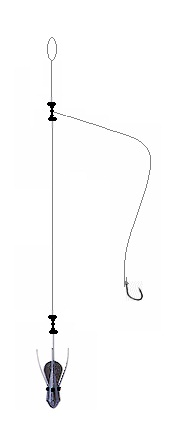
Montage en trainard

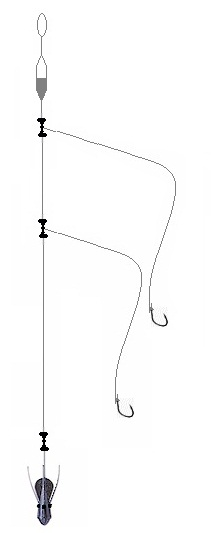
Montage en pater noster

## Appâts
La diversité des lieux de pêche conduit à utiliser un large gamme d'appâts naturels, parmi les proies recherchées par les poissons visés.

### Vers
- Diopatra neapolitana - ver à tubemarina
- Arenicola marina - arénicole
- Arenicola defodiens[3] - arénicole, ver de côte, filant
- Nereis diversicolor - gravette, demi-dure
- Nereis aibuhitensis - dure
- Nephtys hombergii - gravette blanche
- Glycera dibranchiata - ver américain
- Halla parthenopeia - ver de chalut
- Lumbrineris sp - cordelle
- Marphysa sanguinea - mouron
- Ophelia neglecta - ver bleu

### Mollusques
- Mya arenaria - mye commune
- Solenoidea - couteaux
- Crepidula fornicata - crépidule
- Cerastoderma edule - coque commune
- Glycymeris glycymeris - amande de mer
- Sepiida sp - seiche, casseron
- Theutida sp - Calmar, encornet, chipiron

### Crustacés
- crabes
- crevettes

### Poissons
- Sardina pilchardus - sardine
- Scomber scombrus - maquereau commun
- Hyperoplus sp - lançon, lançon commun
- Ammodytes tobianus - équille
- Blenniidae sp - blennies
- Gobiidae sp - gobies

## Espèces visées
La technique du surf-casting permet d'attraper un très grand nombre d'espèces. Les espèces de poissons les plus visées varient selon les régions. 
Ainsi, en mer du Nord, on pêche le bar, la morue, le merlan, le mulet et différentes espèces de poissons plats (soles, plies, limandes, flets ...).
Sur la côte atlantique, on peut pêcher le bar, la daurade royale, le maigre, le mulet, le sar commun ainsi que des poissons plats (soles, plies, raies, flets ...)..
En Méditerranée, on recherche surtout le loup et les sparidés tels que la daurade royale, le marbré et le sar commun.